# Fleet (Dorset)
Fleet è un villaggio e parrocchia civile dell'Inghilterra, appartenente alla contea del Dorset.